# Atta mexicana

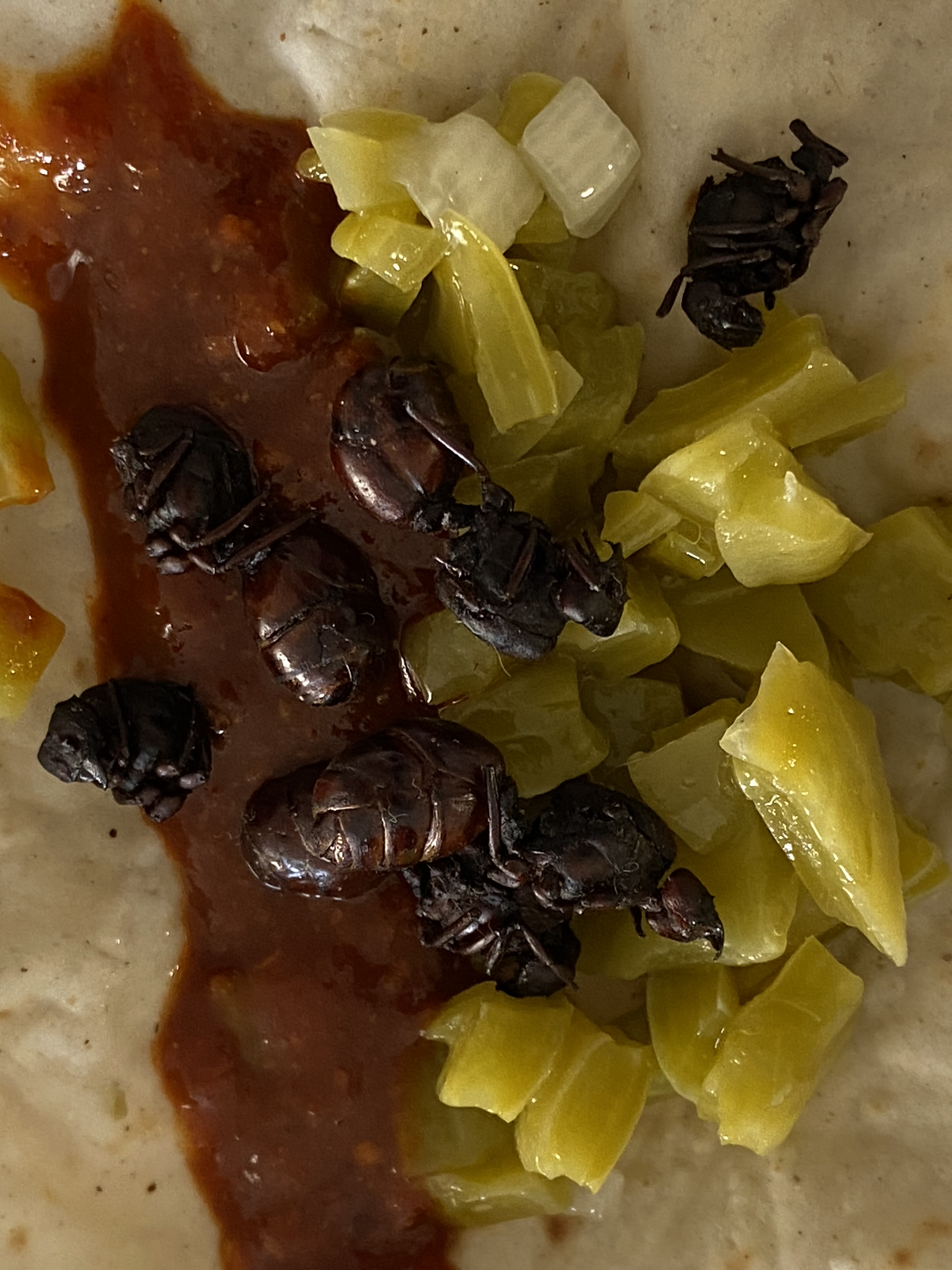
Taco de chicatanas con salsa de chile de árbol y nopales.

La hormiga chicatana u hormiga arriera (Atta mexicana) es una especie de hormiga cortadora de hojas americana, de la subfamilia Myrmicinae del género Atta. Esta especie pertenece a uno de los dos géneros de atinas, tribu de hormigas productoras de hongos. En algunos estados del sur de México y el norte de Guatemala, las chicatanas se consideran un insecto comestible.

## Denominaciones locales
Las hormigas se denominan chicatanas (del náhuatl, tzicatl 'hormiga o bichito culón') en Guerrero, Oaxaca y Veracruz. En Chiapas recibe varios nombres:
- En las zonas zoques, como la capital Tuxtla Gutiérrez, la hormiga chicatana es conocida como nocú o nucú;
- en Ocosingo cocox o cocosh;[3]
- en Chiapa de Corzo, nacasmá o nakasmá;
- en Chanal xanix o shanish, similar a como se les llama en Huixtán xinix o shinish;
- en Comitán tzim-tzim y en Venustiano Carranza tzitzim;
- en San Cristóbal tisís;
- en la Frontera Comalapa, macash;
- en Soconusco y otros muchos lugares zompopo, zompope o sampopo, o también zompopo de mayo en Honduras, Guatemala y El Salvador;
- en áreas tlapanecas akuán ndego’;[4]

Estos nombres son genéricos para las diferentes especies de Atta, no únicamente A. mexicana. Otras especies de hormigas que son comidas incluyen Atta cephalotes y Atta laevigata (hormiga culona). En Belice se las llama wee wees y también se comen. En cambio, en los Estados Unidos no es costumbre su consumo, y se llaman leaf-cutting ant (/ˈlifˌkʌtɪŋ ænt/, 'hormiga podadora').

## Descripción
Son de color café oscuro a rojizo. La hormiga reina mide aproximadamente 30 mm de largo, mientras que las soldados crecen hasta 18 mm y poseen un cuerpo bien fortificado.  Además, las obreras («arrieras») poseen diminutas espinas. 
Las hormigas son del tipo podadoras de hojas y también cultivan un hongo basidiomiceto llamado Leucoagaricus gongylophorus (de la familia de los agaricáceos). El ácido oleico es uno de sus factores desencadenantes.

### Distribución
A. mexicana se encuentra en áreas de Norteamérica, desde Nicaragua al sur, hasta Texas y Arizona al norte. En México abunda por todo el territorio a excepción de la península californiana. Esta especie es altamente adaptativa y prospera en áreas urbanas. No obstante, se encuentra amenazado debido al consumo humano y pérdida de hábitat.

## Uso culinario

### En México

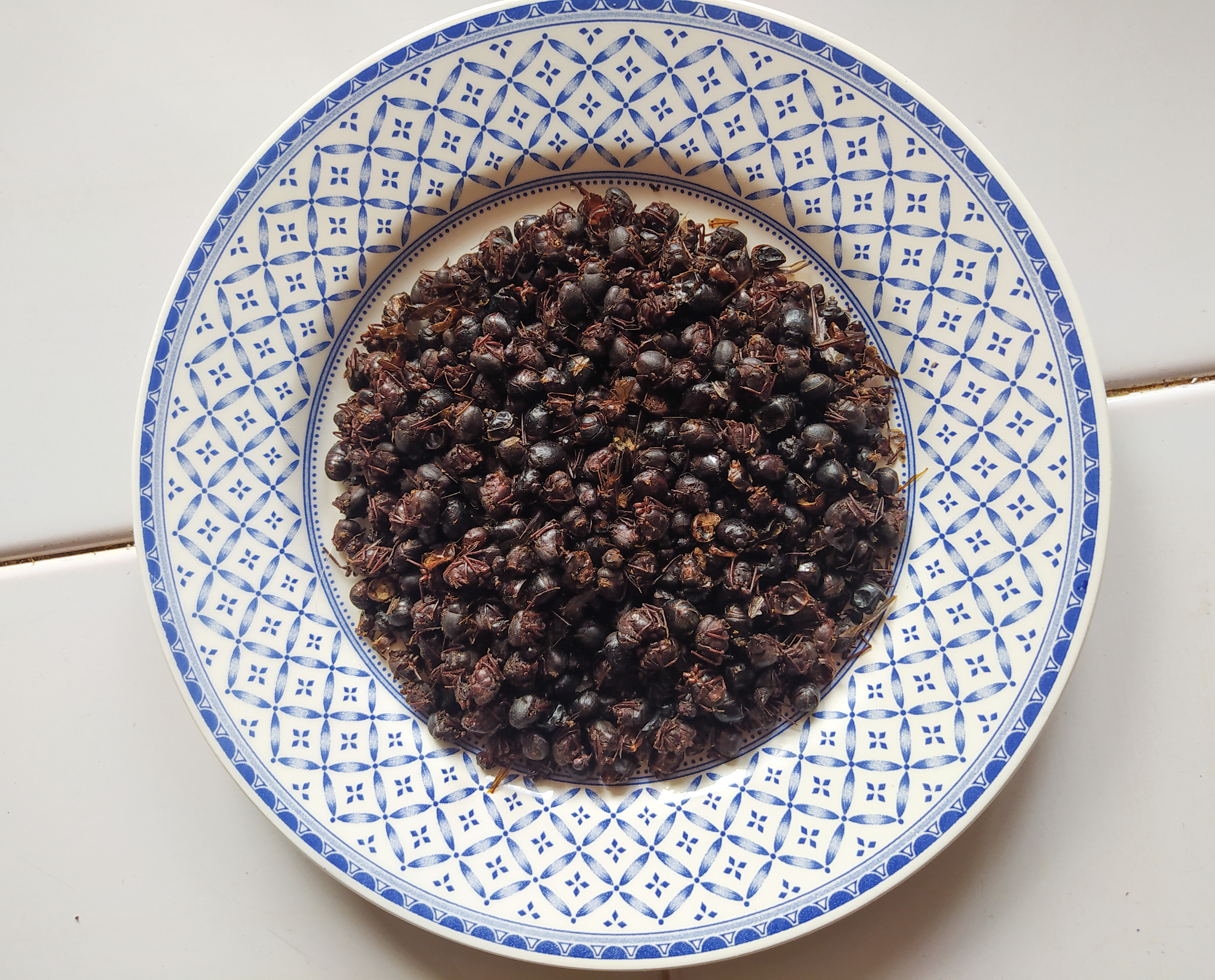
Plato con chacatana tostadas.

Las hormigas chicatanas se recolectan en diversos lugares del centro y sur de México con las primeras lluvias de la temporada, cuando la tierra se humedece y las hormigas salen al vuelo nupcial para aparearse. Es la época del año de mayor actividad para las chicatanas (ya que también aprovechan para limpiar su hormiguero y crear nuevas colonias), por eso abundan tanto. En Chiapas por ejemplo, se cosechan a finales de mayo, junio y principios de julio. En Tuxtla Gutiérrez se les conoce como nucú y se preparan en un guiso con el mismo nombre; También son ampliamente conocidas en Veracruz, Oaxaca, las zonas montañosas de Guerrero, Guanajuato, Puebla, Morelos y Edomex.
Otra forma de consumirlas es como botana, con lo cual únicamente se fríen en aceite o se tuestan en un comal, usualmente con sal, limón y salsa picante y tradicionalmente acompañando el pox. O también fritas en taco. En las áreas mayas las chicatanas se guisan en chilmole. 
Es típico de la tradición mixteca elaborar la salsa de hormigas chicatanas, con chile, cebolla, ajo, y por supuesto, hormiga chicatana. Con esta salsa se bañan carnes asadas o bien se untan en tortilla con queso. Los zoques de Jamiltepec, Oaxaca, también hacen una salsa de chicatanas con chile de árbol, en Pinotepa Nacional con chiles costeños, y en la Mixteca poblana, con chiles guajillos y costeños. En Veracruz se incluyen en un pipián llamado tlatonile.